# Зомбковицкий повет
Зомбковицкий повет (пол. Powiat ząbkowicki) — повет (район) в Польше, входит как административная единица в Нижнесилезское воеводство. Центр повета — город Зомбковице-Слёнске. Занимает площадь 801,75 км². Население — 66 971 человек (на 31 декабря 2015 года).

## Административное деление
- города: Бардо, Зомбковице-Слёнске, Зембице, Злоты-Сток, Каменец-Зомбковицки
- городско-сельские гмины: Гмина Бардо, Гмина Зомбковице-Слёнске, Гмина Зембице, Гмина Злоты-Сток, Гмина Каменец-Зомбковицки
- сельские гмины: Гмина Цепловоды, Гмина Стошовице

## Демография
Население повета дано на 31 декабря 2015 года.
| Перепись            | Всего  | Мужчины | Женщины |
| ------------------- | ------ | ------- | ------- |
| Всего               | 66 971 | 32 549  | 34 422  |
| Городское население | 29 941 | 14 184  | 15 757  |
| Сельское население  | 37 030 | 18 365  | 18 665  |